# Envergadura
Envergadura de um pássaro ou de um avião é a distância de uma ponta de asa até a ponta oposta. Por exemplo, o Boeing 777-200 tem uma envergadura de asa de 60,93 metros (199 pés 11 pol), e um albatroz errante (Diomedea exulans) capturado em 1965 tinha uma envergadura de asa de 3,63 metros (11 pés 11 pol), o recorde oficial para uma ave viva.

## Envergadura de asas de animais voadores
Para medir a envergadura de uma ave, seja ela viva ou recém-morta, a distância é medida entre as pontas das penas primárias mais longas em cada asa.
A envergadura de um inseto refere-se à distância entre as asas de espécimes pinados. Pode ser medida entre o centro do tórax e o ápice da asa dobrada ou a largura entre os ápices das asas com as bordas perpendiculares ao corpo.

## Recordes de envergadura

### Maiores
- Aeronave: Hughes H-4 Hercules "Spuce Goose" 97,51 metros (320 pés)
- Aeronave (atual): Antonov An-225 "Mriya" 88,4 metros (290 pés)
- Morcego: Pteropus vampyrus 1,5 metros (4,92 pés)
- Ave: Albatroz-errante 3,63 metros (11,9 pés)
- Ave (extinta): Argentavis magnificens estimado 7 metros (23,0 pés)
- Réptil (extinto): Quetzalcoatlus um pterossauro de 10 metros (32,8 pés) à 11 metros (36,1 pés)
- Inseto: Mariposa-imperador 28 centímetros (0,280 metros)
- Inseto (extinto): Meganeuropsis (pertence a família das libélulas) estimado acima de 71 centímetros (0,710 metros)

### Menores
- Aeronave (biplano): Starr Bumble Bee II 1,68 metros (5,51 pés)
- Aeronave (jato): Bede BD-5 4,27 metros (14,0 pés)
- Aeronave (dois motores): Colomban Cri-cri 4,9 metros (16,1 pés)
- Morcego: Morcego-nariz-de-porco-de-kitti 16 centímetros (0,160 metros)
- Ave: Mellisuga helenae 6,5 centímetros (0,0650 metros)
- Inseto: Vespa parasita 0,2 milímetros (0,00787 polegadas)

## Galeria

### Maiores

Maiores envergaduras
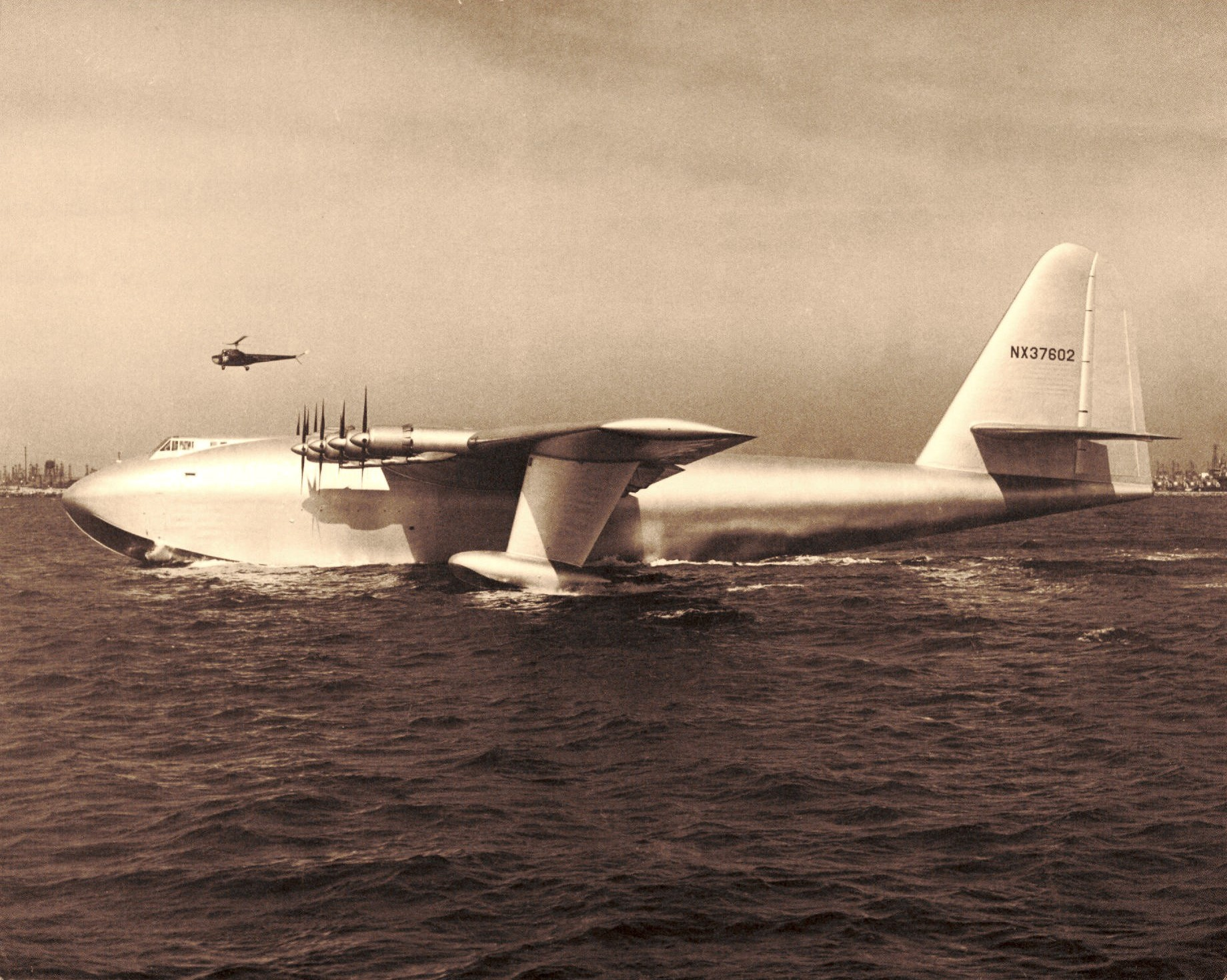
H-4 Hercules 2.
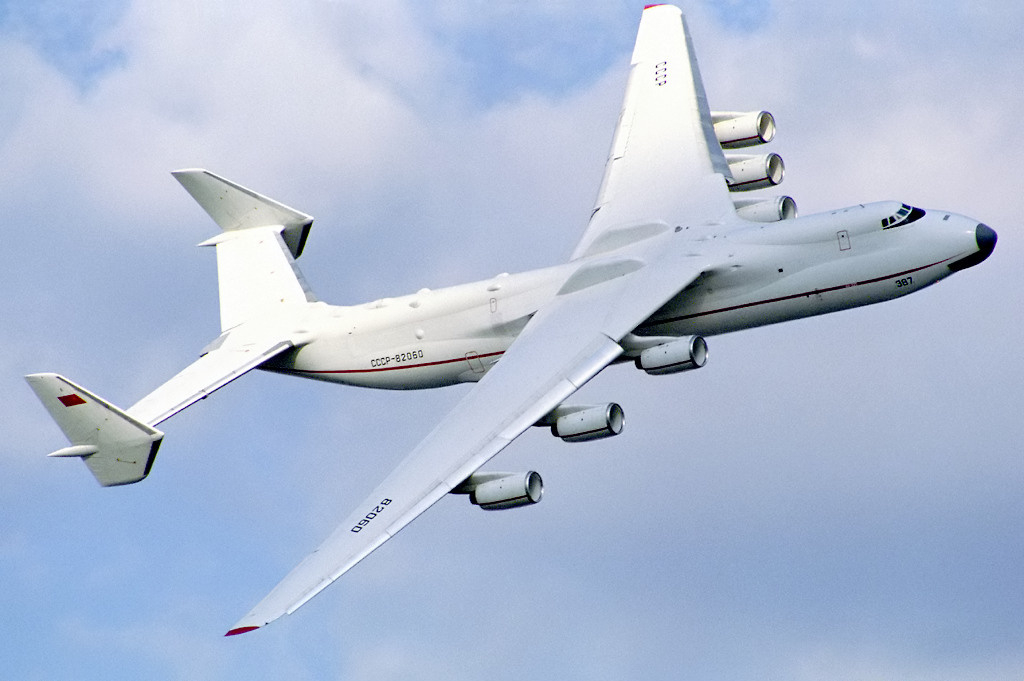
Antonov An-225 Mriya.
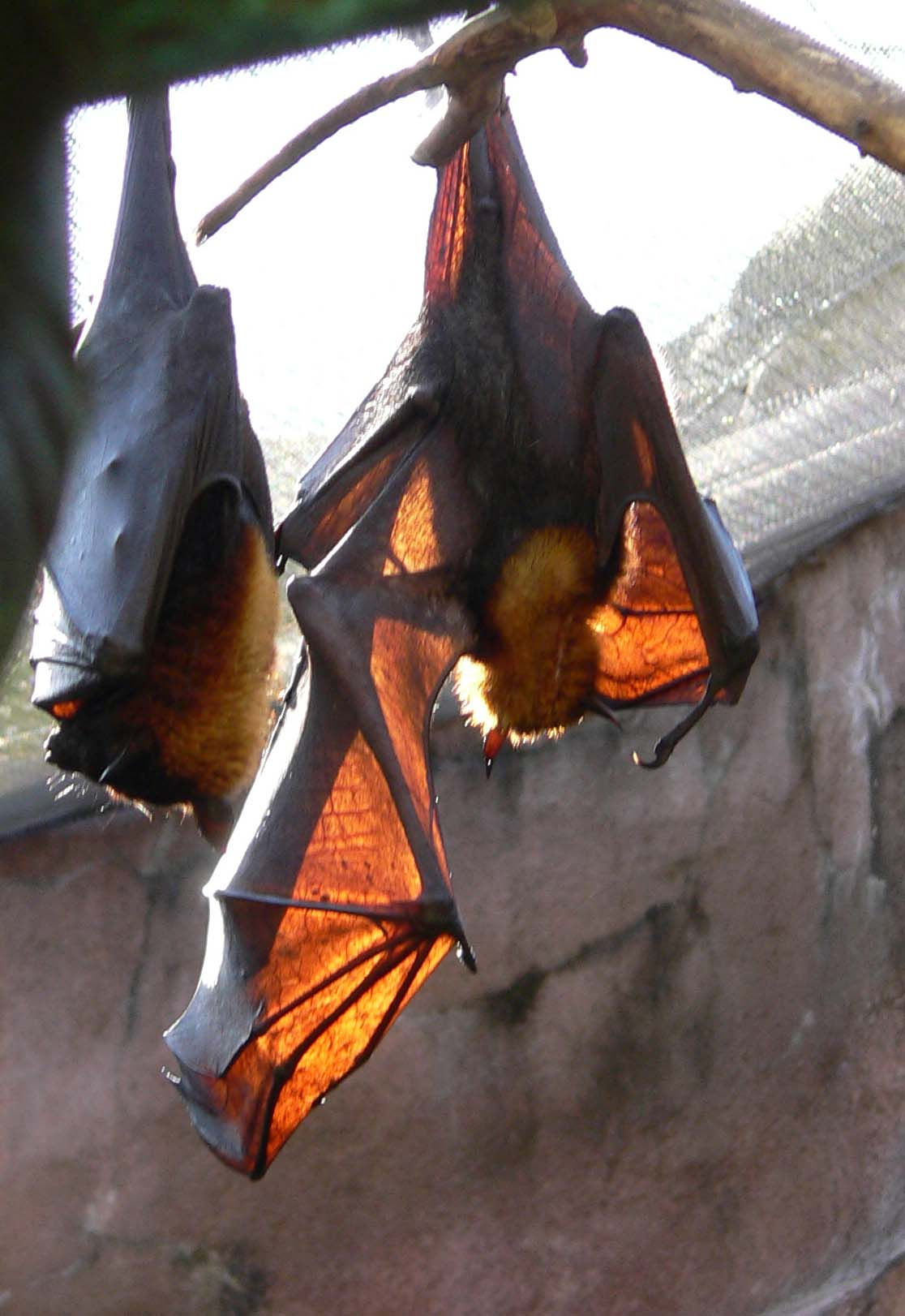
Morcego Raposa. (Pteropus vampyrus)
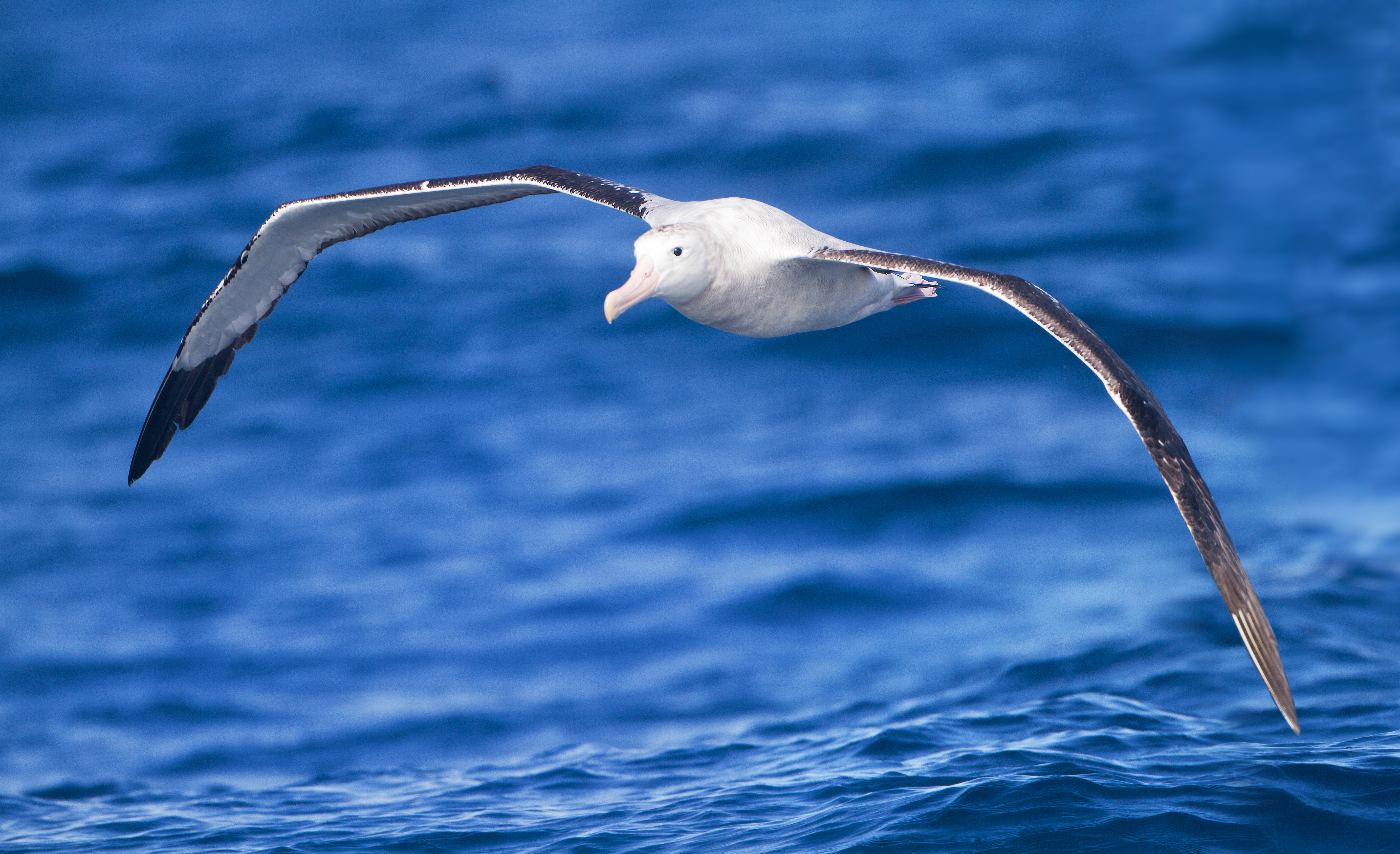
Albatroz-errante.
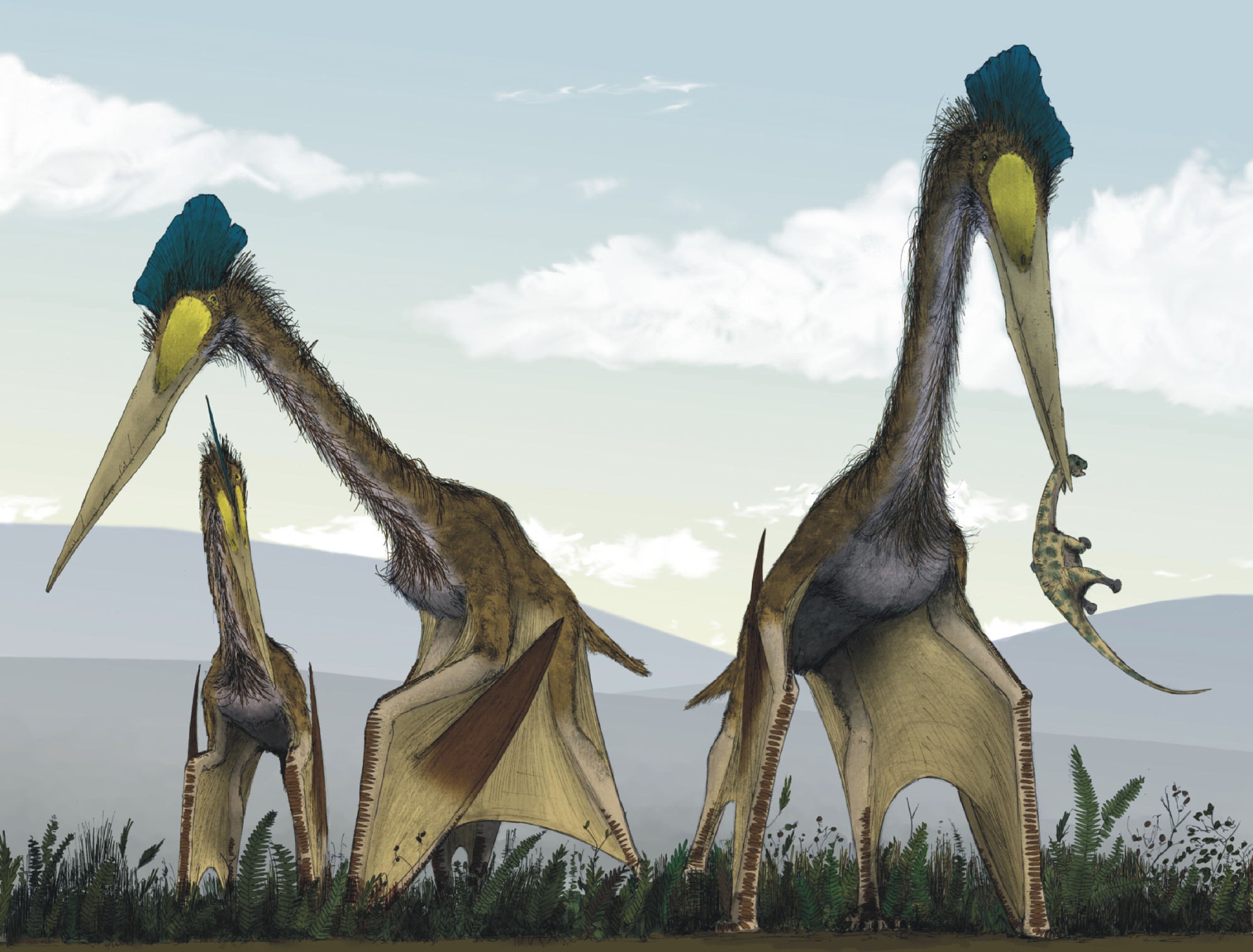
Quetzalcoatlus.
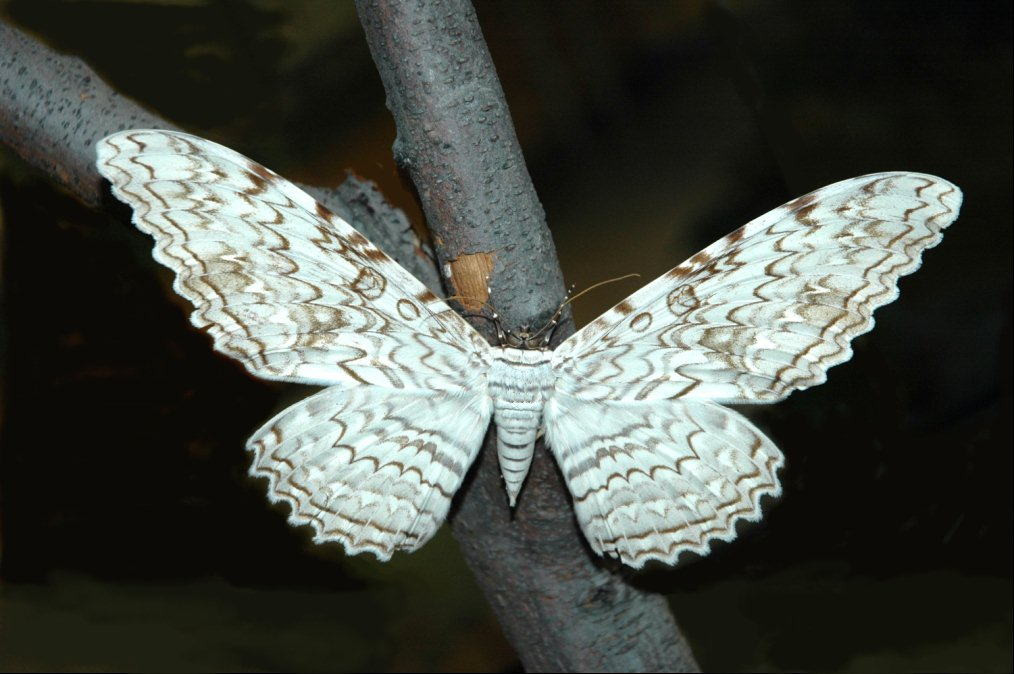
Mariposa-imperador.
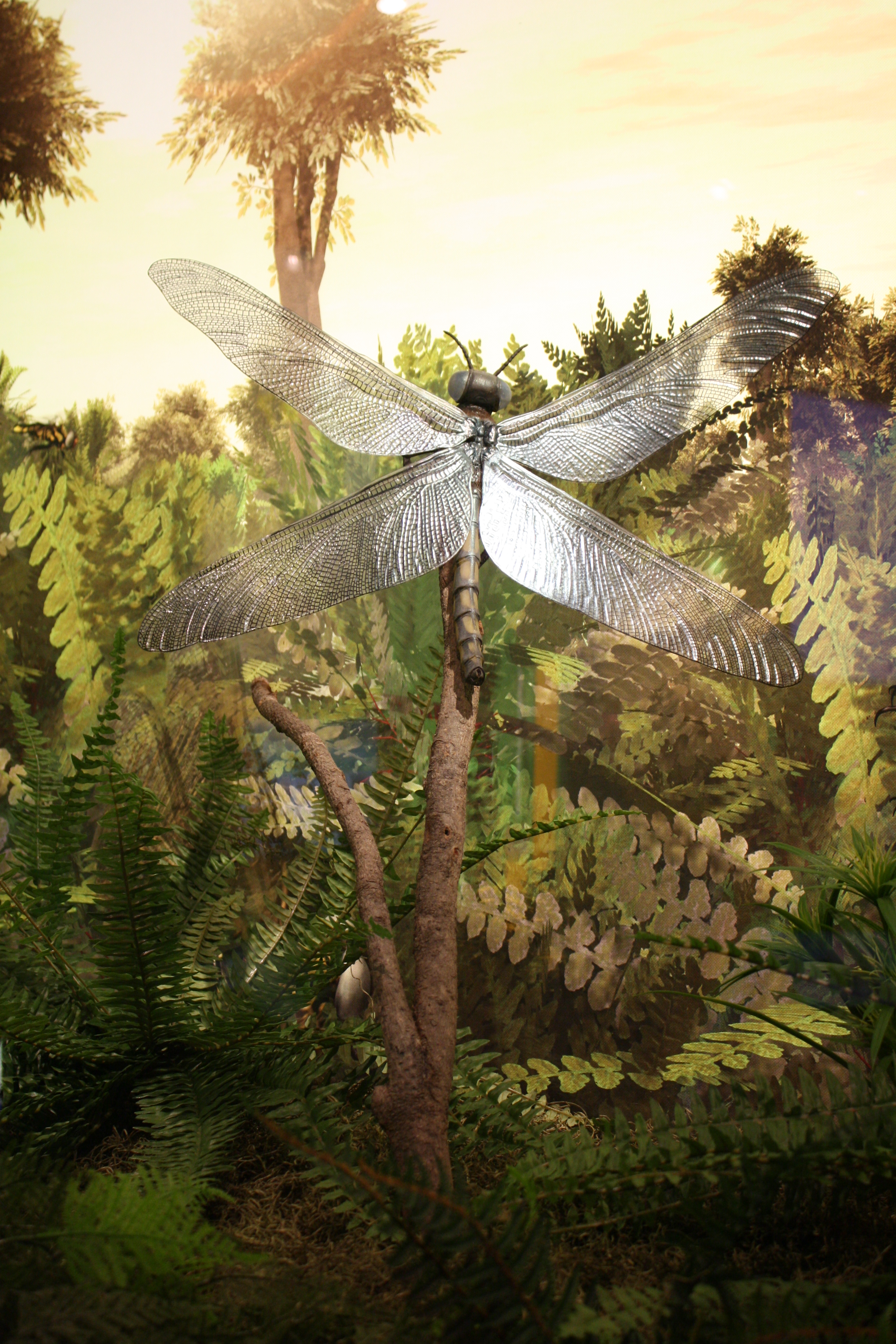
Meganeuropsis.
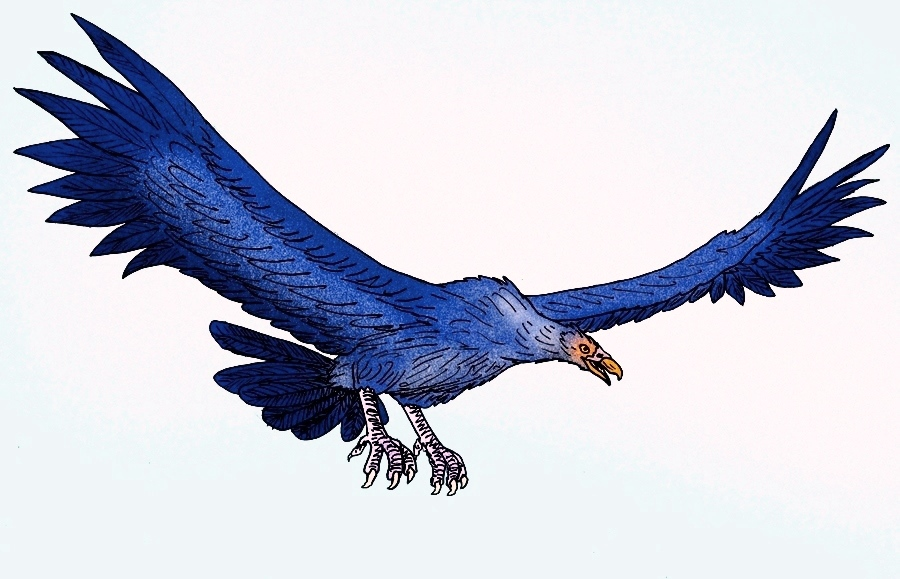
Pássaro Magnífico da Argentina. (Argentavis magnificens)

### Menores

Menores envergaduras
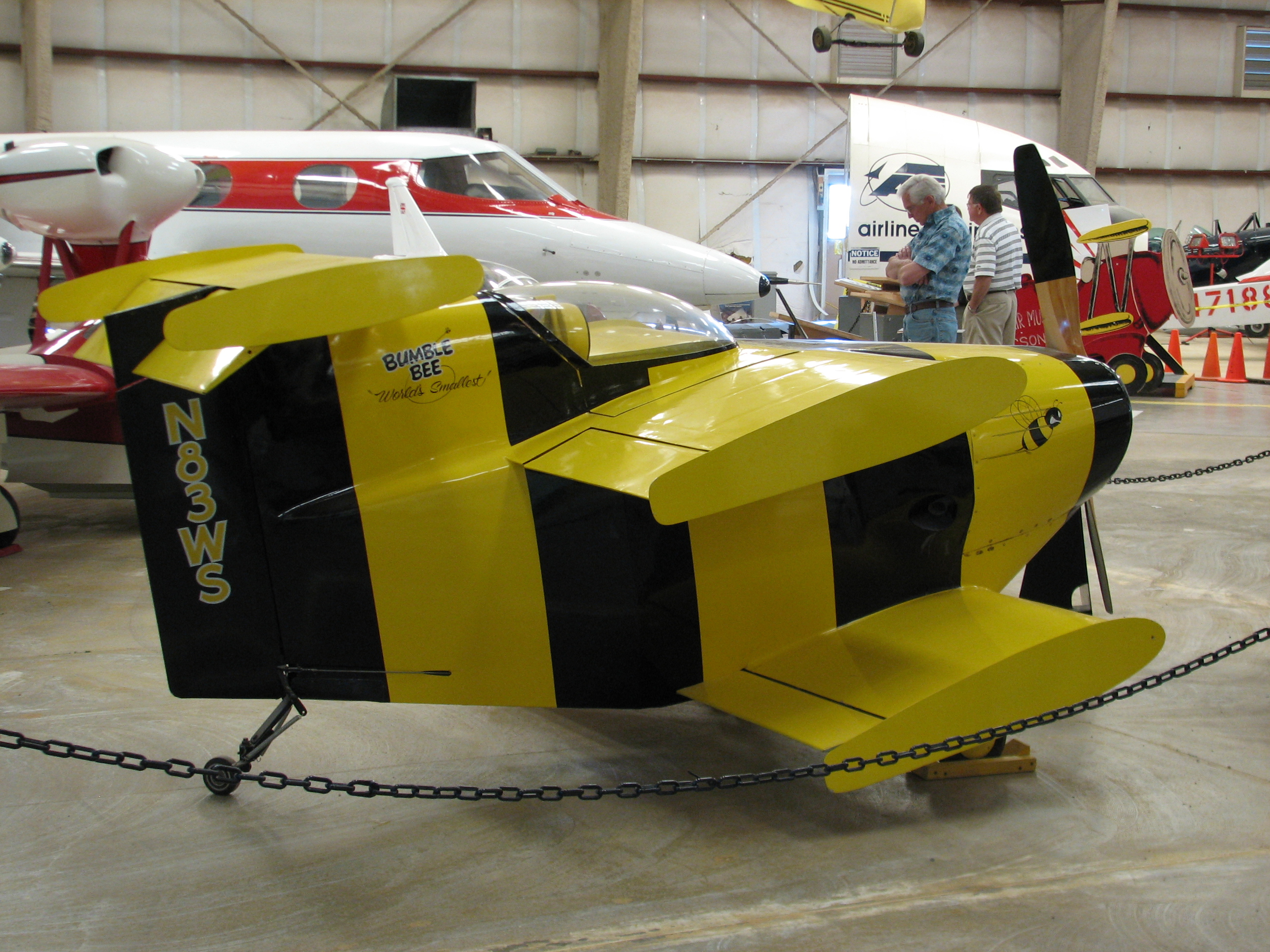
Starr Bumble Bee II.
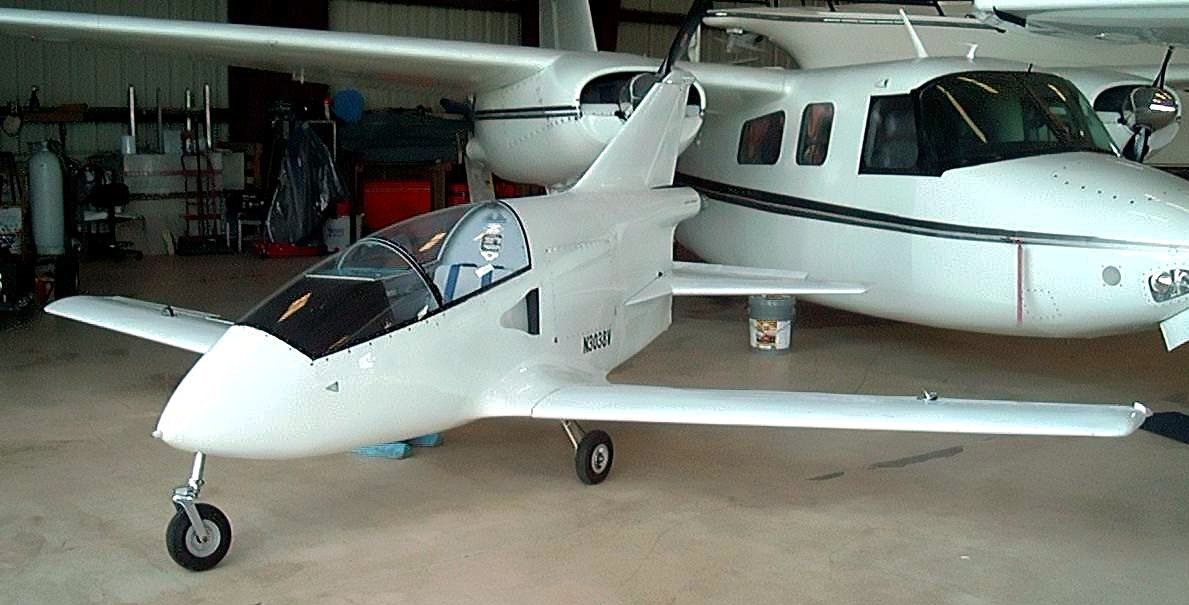
Bede BD-5.
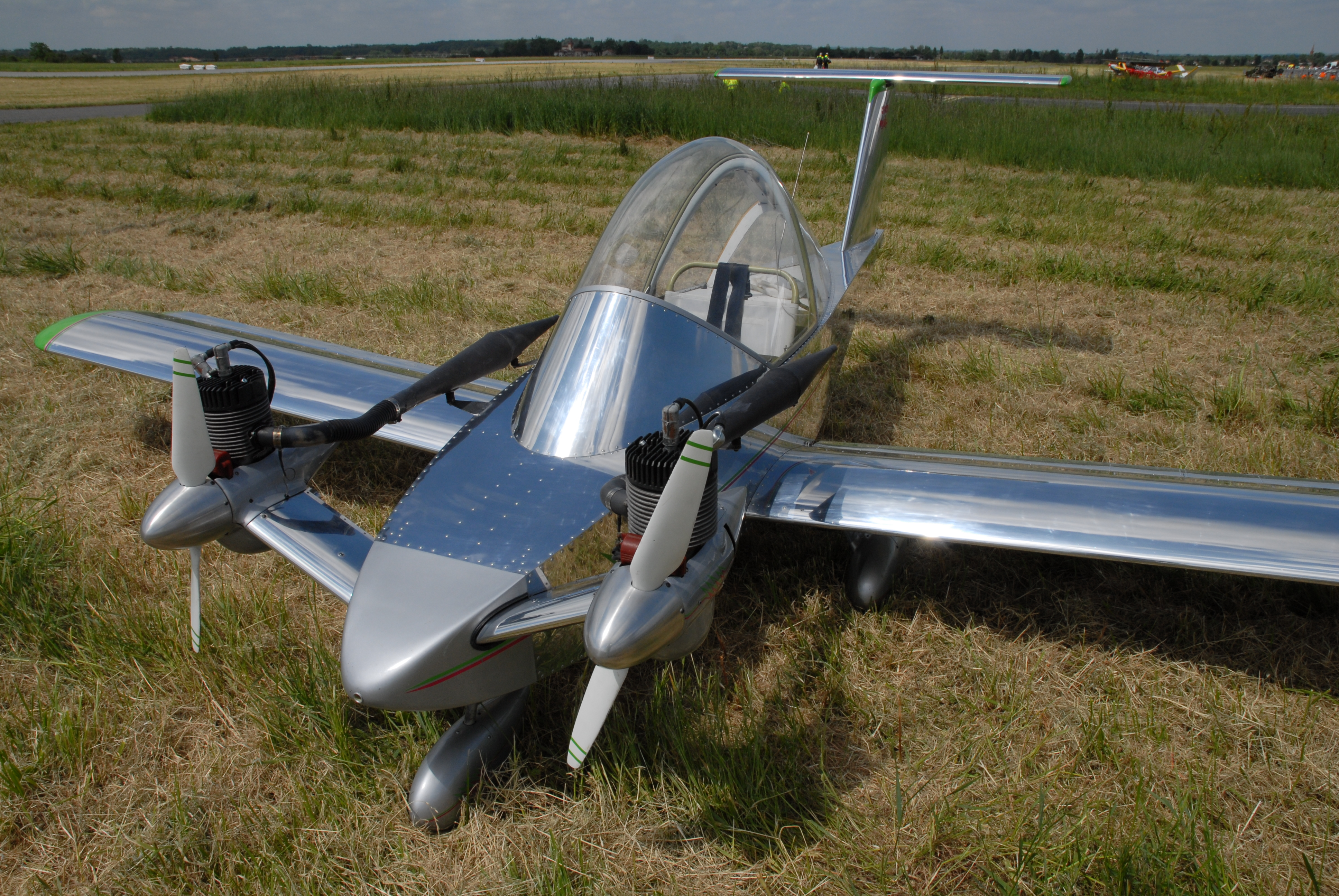
Colomban Cri-cri.
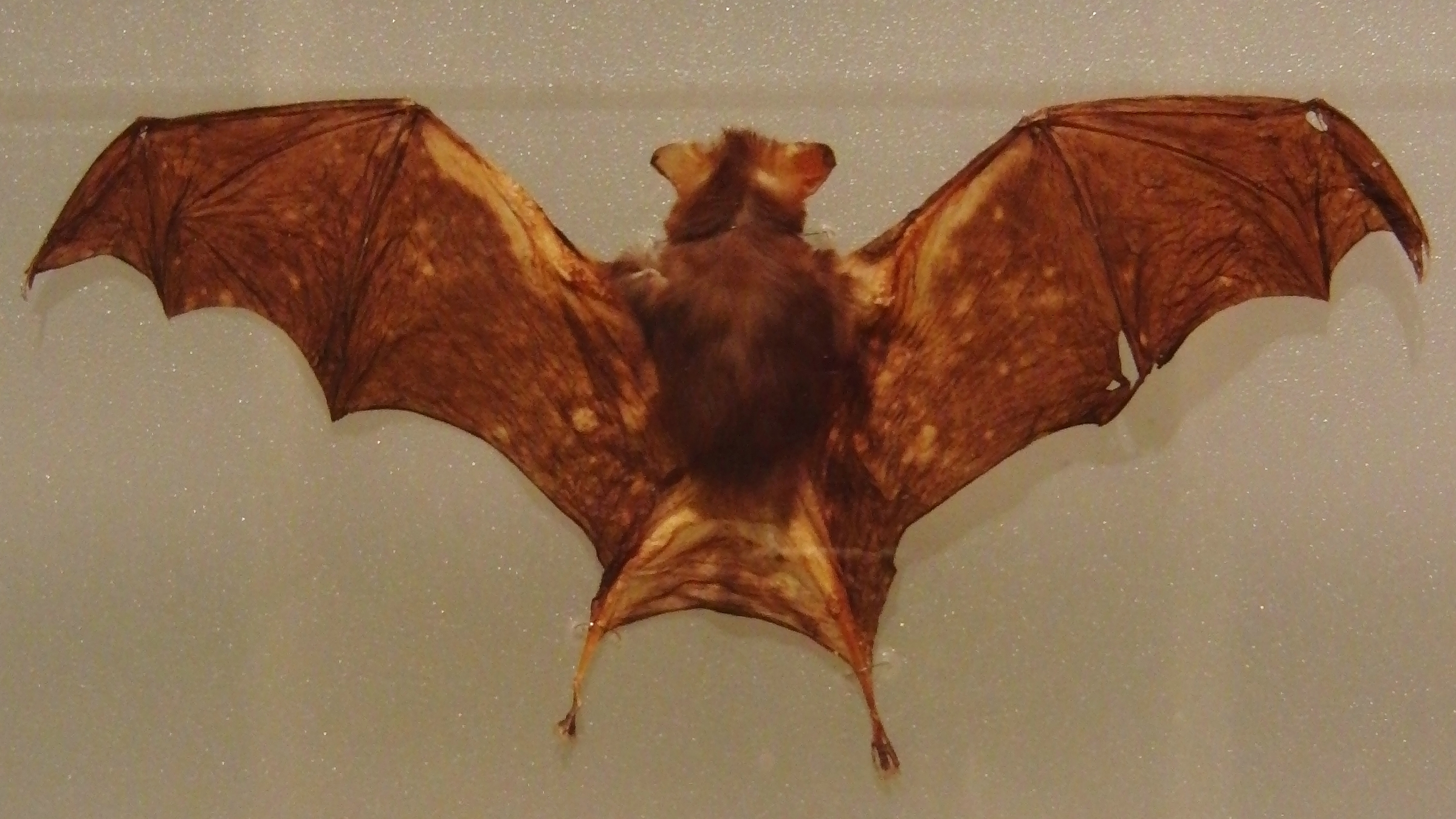
Morcego-nariz-de-porco-de-kitti.
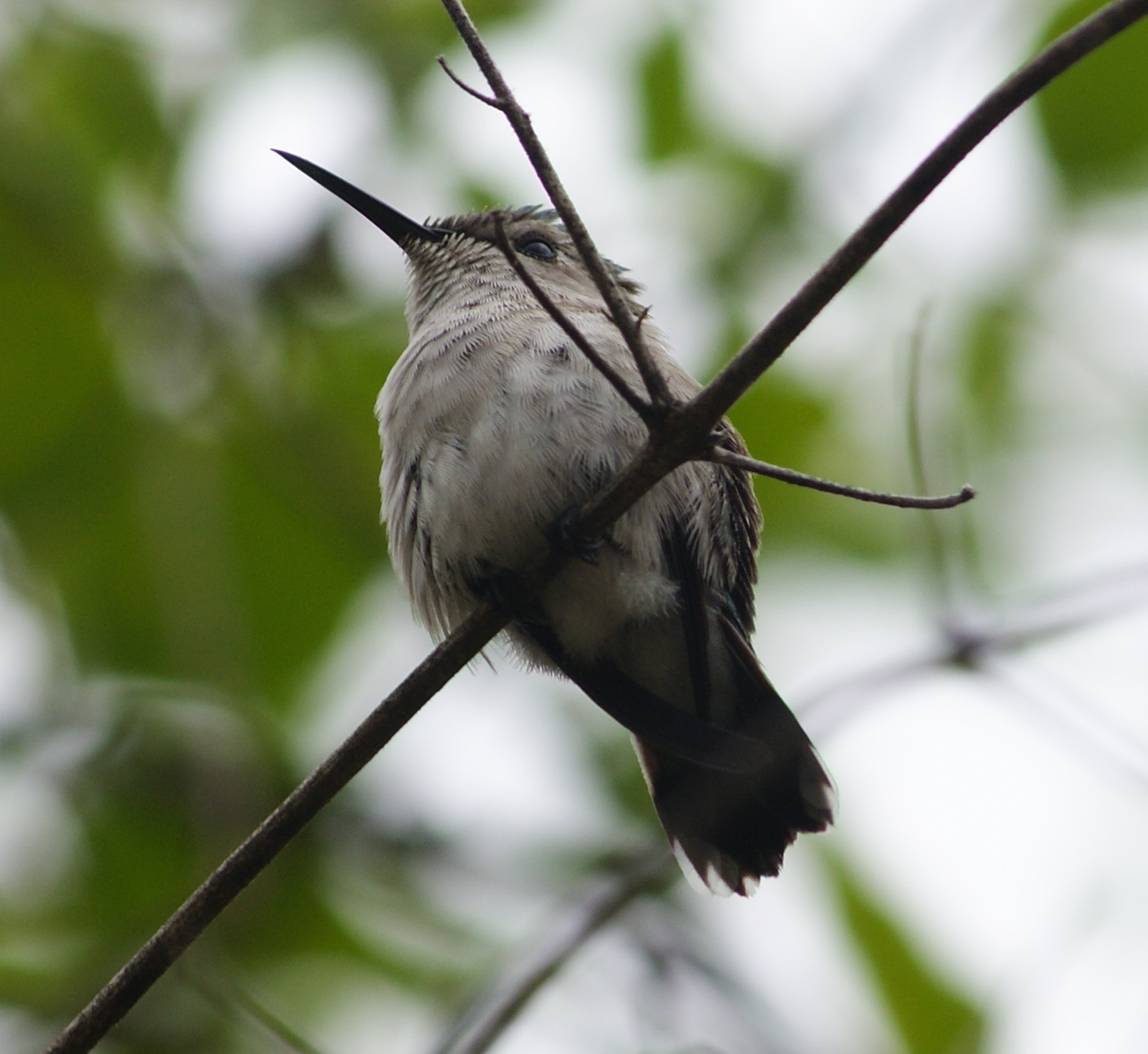
Colibri-abelha-cubano (Mellisuga helenae).
- Vespa parasita